# Villarejo
Villarejo è un comune spagnolo di 49 abitanti situato nella comunità autonoma di La Rioja.